# Draškovac (Srbija)
Draškovac je naselje u gradu Leskovcu, Jablanički upravni okrug, Srbija. Prema popisu iz 2022. godine u Draškovcu je živjelo 542 stanovnikа.